# Førde
Førde è un centro abitato situato nella contea di Vestland in Norvegia. 
Già comune autonomo della contea di Sogn og Fjordane, dal 1º gennaio 2020, in occasione della riforma amministrativa, è stato unito ai comuni di Gaular, Jølster e Naustdal a far parte del comune di Sunnfjord di cui è il centro amministrativo.
Vi è nato il calciatore Aleksander Solli.

## Geografia fisica
La città è situata nella parte occidentale della Norvegia, alla foce del fiume Jølstra all'estremo orientale del fiordo omonimo che termina poi nel Mare di Norvegia.
Il centro abitato si sviluppa sulle due rive del fiume collegate da diversi ponti, nel centro storico si trovano la chiesa costruita nel 1885 e ricostruita nel 1947 che ospita un altare del XVII secolo e il Sogn og Fjordane Kunstmuseum.

## Storia
La città si è sviluppata solo negli ultimi anni come importante centro per tutta la ex contea di Sogn og Fjordane. Ospita molte istituzioni come la sede regionale di NRK, il teatro di Sogn og Fjordane e l'ospedale più grande di tutta la contea.
Dal 1990 vi si tiene annualmente il Førde Internasjonale Folkemusikkfestival, il principale festival di musica folk del paese, ospitato al Førdehuset.